# 경성부윤
경성부윤(京城府尹)은 일제강점기 조선 경기도 경성부의 행정 사무를 총괄하는 기관장이다. 초창기에는 사무관급이었지만 1933년 이후로는 장관급이었다.
총독부 경성부윤은 조선시대의 한성부 판윤과 같은 독자적인 법집행 권한과 지역내 군사 지휘권이 없었고, 대한민국의 서울특별시장과 같이 본국 정부나 조선총독부의 지휘를 받지 않고도 독자적 예산편성과 집행권한, 일부 세금 조달 등 독자적으로 행정명령을 행사할 수 있는 권한이 없었다.

## 역대 부윤

### 경기도 경성부윤
| 대수 | 이름                                     | 임기                                | 비고            |
| ---- | ---------------------------------------- | ----------------------------------- | --------------- |
| 초대 | 오바 간이치(大庭寛一)                    | 1910년 10월 1일 ~ 1912년 4월 1일    |                 |
| 대리 | 이시하라 토메키치(石原留吉)              | 1911년 9월 1일 ~ 1911년 9월 26일    |                 |
| 2대  | 가나야 미쓰루(金谷充)                    | 1912년 4월 1일 ~ 1919년 12월 4일    |                 |
| 대리 | 히포 슈이치(飛舖秀一)                    | 1915년 6월 30일                     |                 |
| 3대  | 사이토 레이이치(斉藤礼三)                | 1919년 12월 4일 ~ 1921년 8월 5일    |                 |
| 4대  | 요시마쓰 노리오(吉松憲郎)                | 1921년 8월 5일 ~ 1923년 2월 24일    |                 |
| 5대  | 다니 다키마(谷多喜磨)                    | 1923년 2월 24일 ~ 1925년 6월 15일   |                 |
| 6대  | 마노 세이이치(馬野精一)                  | 1925년 6월 15일 ~ 1929년 1월 21일   |                 |
| 7대  | 마쓰이 후사지로(松井房治郎)              | 1929년 1월 21일 ~ 1929년 12월 11일  |                 |
| 8대  | 세키미즈 다케시(関水武)                  | 1929년 12월 11일 ~ 1930년 12월 12일 |                 |
| 9대  | 안도 게사이치(安藤袈裟一)                | 1930년 12월 12일 ~ 1931년 9월 23일  |                 |
| 10대 | 이노우에 기요시(井上清)                  | 1931년 9월 23일 ~ 1933년 12월 5일   |                 |
| 11대 | 다테 요쓰오(伊達四雄)                    | 1933년 12월 5일 ~ 1936년 5월        |                 |
| 12대 | 간자 요시쿠니(甘蔗義邦)                  | 1936년 5월 ~ 1937년 7월             |                 |
| 13대 | 사에키 아키라(佐伯顕)                    | 1937년 7월 ~ 1938년 11월            |                 |
| 14대 | 다카하시 사토시(高橋敏)                  | 1938년 11월 ~ 1941년 1월            |                 |
| 15대 | 야노 도로(矢野桃郎)                      | 1941년 1월 ~ 1942년 5월 22일        |                 |
| 16대 | 후루이치 스스무(古市進)                  | 1942년 5월 22일 ~ 1945년 5월 2일    |                 |
| 대리 | 하마다 이사부로(濱田猪三郞)              | 1944년 6월 12일 ~ 1944년 7월 28일   |                 |
| 17대 | 이쿠타 기요사부로/세이자부로(生田清三郎) | 1945년 5월 2일 ~ 1945년 6월 18일    |                 |
| 18대 | 쓰지 게이고(辻桂五)                      | 1945년 6월 19일 ~ 1945년 8월 15일   | 부부윤에서 승임 |

### 경성부 부부윤
1934년 이후로 부부윤을 설치했으나 이름이 전하지 않는다.
- 대행, 센다 센페이(千田專平), 1941년 12월 30일 ~ 1943년 9월 30일, 경성부 총무국장으로 대행
- 하마다 이사부로(濱田猪三郞) 1944년 6월 12일 ~ 1944년 7월 28일
- 대행, 바바 마사요시(馬場政義) 1944년 8월 27일 ~ 1945년 5월 1일, 경성부 총무국장으로 대행
- 대행, 가나카와(金川?) 1945년 5월 2일
- 쓰지 게이고(辻桂五) 1945년 5월 2일[3] ~ 1945년 6월 18일
- 이범승
- 김창영
- 김용욱(정1품) 양정우부대 휘하 첩보원

## 같이 보기
- 한성부판윤
- 서울특별시장
- 일제강점기의 도지사
- 제주도사
- 부산부윤